# Анђео филаделфијске цркве
Анђео филаделфијске цркве (грч. Άγγελος της εκκλησίας της Φιλαδέλφειας) православна је књига, житије Светог Филарета Новог Исповедника коју је издао светогорски манастир Есфигмен на грчком, а 2000. и на српском језику. Српска верзија је издата у малом тиражу и само једном, тако да је данас веома тешко доћи до штампане књиге; али се лако може наћи у електронском формату на интернету.